# Радбрух, Густав
Густав Радбрух (нем. Gustav Radbruch; 21 ноября 1878, Любек — 23 ноября 1949, Гейдельберг) — немецкий правовед, социолог, философ права и государственный деятель. Министр юстиции Веймарской республики в 1921—1922 и 1923 годах. Автор знаменитой «формулы Радбруха» (нем. Radbruchsche Formel).

## Биография
Родился в семье богатого предпринимателя, изучал право в университетах Мюнхена, Лейпцига и Берлина, в 1902 году получил докторскую степень. Затем преподавал в Гейдельбергском университете. Придерживался либеральных взглядов, затем стал сторонником СДПГ, в которую вступил в конце 1918 года, после Ноябрьской революции. Затем в течение семи лет был профессором Кильского университета.
Во время Капповского путча 1920 года Радбрух пытался быть посредником между забастовавшими рабочими и путчистами, но был арестован последними. После провала путча Радбрух был избран в Рейхстаг, депутатом которого он был до 1924 года. В этот период он также дважды занимал пост министра юстиции.
Затем Радбрух ушёл из политики и вернулся к преподаванию, в 1926 году он стал деканом юридического факультета Кильского университета, но в том же году вернулся в Гейдельбергский университет, где также стал деканом юридического факультета.
После прихода к власти нацистов Радбрух в мае 1933 года стал самым первым уволенным по политическим мотивам университетским профессором. Он отказался покинуть страну, но публиковал свои работы за рубежом.
В 1945 году, после поражения нацистской Германии во Второй мировой войне, вновь стал деканом юридического факультета Гейдельбергского университета.

## Идеи
Радбрух считал, что право должно соответствовать требованиям справедливости, целесообразности и правовой обеспеченности (Rechtssicherheit). Он писал: «Если невозможно установить, что справедливо, то необходимо постановить, что должно быть справедливо». Радбрух считал, что в большинстве случаев исполнение даже несправедливого закона является не только правовой, но и нравственной обязанностью, так как всякий закон уже фактом своего существования выполняет нравственную цель, поскольку обеспечивает устойчивость общественного порядка, а долг судьи состоит в том, чтобы применять закон, вне зависимости от справедливости последнего.
Но при этом Радбрух считал, что «вполне мыслимы случаи, когда содержание неправомерных актов, степень их несправедливости или нецелесообразности столь значительны, что правовая стабильность, гарантированная действующим правом, не может приниматься во внимание». Это происходит тогда, «когда действующий закон становится столь вопиюще несовместимым со справедливостью, что закон как „неправильное право“ отрицает справедливость, когда к справедливости даже не стремятся, а равенство, составляющее ее основу, сознательно отрицается в правотворческом процессе» (так называемая «формула Радбруха»). Примером таких ущербных законов (Schandgesetzen) являются случаи, когда отдельные нации или расы по закону признаются неполноценными, когда для множества преступлений разной степени тяжести и с разными формами вины преступников применяется одна и та же мера наказания (смертная казнь), когда изменой считаются слушание «вражеских» радиопередач и малейшие замечания в адрес фюрера. Преступления против человечества в любом случае представляют собой «неправо», даже если облечены в форму закона.
Принципы, близкие «формуле Радбруха», были впервые реализованы в ходе Нюрнбергского процесса. Устав Международного военного трибунала от 8 августа 1945 года и закон № 10 Контрольного Совета «О наказании лиц, виновных в военных преступлениях, преступлениях против мира и против человечности» от 20 декабря 1945 года предусматривали, что действия, направленные против мира и человечности, подлежат наказанию, даже если они не нарушали законов страны, в которой совершались.
После объединения Германии немецкие правоведы обратились к «формуле Радбруха» для осуждения совершенных в ГДР преступлений, нарушающих основные права и свободы человека, таких как убийство пограничниками беглецов из ГДР. Конституционный суд ФРГ признал возможность исключения из закона запрета обратного действия «в тех случаях, когда позитивное право в недопустимой степени не согласуется со справедливостью».